# Oreste Filopanti
Oreste Filopanti (Milano, 16 marzo 1886 – Como, 31 marzo 1966) è stato un partigiano italiano, commissario della Giunta provvisoria di Governo della Repubblica dell'Ossola.

## Biografia
Il suo vero nome era Emilio Colombo, (“una testa matta” per la sua borghese sorella). Nel 1903 aveva perso il posto di lavoro per il sostegno dato alle lotte sindacali ed era emigrato in Egitto. Tornato in Italia e assunto nelle Ferrovie, diventa un militante e dirigente dell'Unione Sindacale Italiana, un'organizzazione di ispirazione anarco sindacalista alla quale, peraltro, non sono estranee suggestioni nazionalistiche.
Per la sua attività subisce continui trasferimenti e rappresaglie. Quando si impone il fascismo, Filopanti perde di nuovo il lavoro (si è intanto iscritto al PCdI), finisce in carcere per aver picchiato un fascista crumiro, subisce arresti e persecuzioni. Anche la moglie lo abbandona, lasciandogli tre figli ai quali provvede passando da un lavoro all'altro. Ma Filopanti non rinuncia ai suoi ideali e quando i tedeschi occupano l'Italia appoggiati dai fascisti, il non più giovane anarchico entra nella Resistenza.
Dopo una militanza nei GAP, ecco Filopanti nella Val d'Ossola, (dove era già stato per uno dei suoi precari lavori), dove partecipa a sanguinosi scontri con i nazifascisti. Nel breve periodo della Repubblica partigiana entra a far parte di quella Giunta di Governo, con funzioni di capo della polizia.
Nel dopoguerra il ferroviere, diventato funzionario del PCI, svolge modeste attività di partito, ma nel Novarese sarà lui alla testa delle lotte bracciantili.